# فيليكيت
فيليكيت (بالإنجليزية: Velekete)‏، إله وإلهة للبحر في أساطير شعب باداغري. سمي باسمها ضريح وسوق للعبيد يسمى سوق فيليكيت للرقيق.